# Acrophonus stenus
Acrophonus stenus är en insektsart som beskrevs av Andrej Vasiljevitj Gorochov 2005. Acrophonus stenus ingår i släktet Acrophonus och familjen syrsor. Inga underarter finns listade i Catalogue of Life.